# Yémen du Nord aux Jeux olympiques
Le Yémen du Nord a participé à deux reprises aux Jeux olympiques. 
Deux sportifs sont présents aux Jeux olympiques d'été de 1984 et huit aux Jeux olympiques d'été de 1988. Le pays n'a jamais participé aux Jeux d'hiver. 
Le Yémen du Nord n'a jamais remporté de médaille.